# Louis-Barthélémy Pradher
Louis-Barthélémy Pradher (Paris, 16 décembre 1782 – Gray, 19 octobre 1843) est un compositeur, pianiste et pédagogue français.

## Biographie
Louis-Barthélémy Pradher est le fils d'un violoniste du prince de Condé. Il reçoit ses premières leçons de musique de son père puis de Louis Gobert à l'École royale de musique. Après la fermeture de l'établissement à la Révolution, il est l'élève d'Hélène de Montgeroult. Dès 1797, il prend des cours au Conservatoire de Paris, le piano avec Gobert et l'harmonie avec Henri Montan Berton, jusqu'à l'achèvement de sa formation en 1798. Il épouse Élisabeth-Charlotte, fille du compositeur François-André Danican Philidor. En 1802, il prend des cours de composition auprès d'Étienne-Nicolas Méhul et en 1802 reprend la classe de piano de Louis Emmanuel Jadin au conservatoire de Paris et, à partir de 1803, il est professeur titulaire à la succession de François-Adrien Boieldieu. Il reste dans cette fonction jusqu'à sa retraite en 1828. Parmi ses élèves, on peut citer François-Joseph Fétis, Charles-Laurent Rhein, ainsi que les frères Herz, Jacques-Simom Herz et Henri Herz. 
Il était membre de l'orchestre de la cour et de la musique de chambre du roi Louis XVIII et pianiste de cour du roi Charles X et Maître de musique des enfants du roi. En deuxième mariage, il épouse une chanteuse d'opéra, Félicité More, et a été nommé chevalier de la Légion d'honneur en 1826,,.

## Œuvres
Pradher a composé plusieurs opéras-comiques, dont le succès modéré est vite retombé en raison de la mauvaise qualité des livrets. Cependant il s'est fait un nom avec sa brillante musique pour piano qui met au jour la virtuosité. Parmi ces œuvres, treize séries de romances, de nombreuses sonates pour piano et plusieurs concertos pour piano et orchestre.
Opéra
- Le Chevalier d'industrie, opéra (composé avec Gustave Dugazon, sur un livret de Jacques Bins de Saint-Victor), 1804
- La Folie musicale ou Le Chanteur prisonnier, opéra sur un livret de Francis d’Allarde), 1807
- Trois Romances mises en musique avec accompagnement de forte piano, 1810
- Jeune et Vieille, opéra sur un livret de René Allisan de Chazet, composé avec Henri Montan Berton), 1811
- L'Emprunt secret ou Le Prêteur sans le vouloir, opéra sur un livret de François Antoine Eugène de Planard), 1812
- Le Philosophe en voyage, opéra sur un livret de Paul de Kock, composé avec  Charles-Frédéric Kreubé), 1821
- Jenny la Bouquetière, opéra sur un livret de Jean-Nicolas Bouilly et Joseph-Marie Pain, composé avec Kreubé), 1823